# Britania Inferior
La provincia romana de Britania Inferior (en latín, Britannia Inferior)fue una de las dos subdivisiones de la provincia romana de Britania establecida por la reorganización administrativa dispuesta entre el 197 y el 214.

## Historia
Durante el principado de Cómodo, entre los años 177 y 192, las defensas en Britania fueron deteriorándose mientras las tropas acantonadas se involucraban en la política interna del imperio.
En el 197, las tropas del emperador Septimio Severo derrotaron a los ejércitos del usurpador Clodio Albino en la batalla de Lugdunum. En la consiguiente reorganización del territorio utilizado por su contrincante pudo haberse establecido la división entre Britania Inferior al norte y Britania Superior al sur. La división del territorio tendía sobre todo a asegurar que ninguno de los gobernadores tuviera control de más de dos legiones, dificultando que volviera a surgir un comandante con suficiente poder como para amenazar el trono.
Otra posibilidad es que se haya efectuado como consecuencia de la campaña que en el 208 Septimio Severo (con sus hijos Geta y Caracalla) emprendió infructuosamente contra los caledonios.
Finalmente, para el 214, durante el principado de Caracalla la división era un hecho. 
La región era gobernada desde Eboracum (York), ciudad principal de la tribu de los brigantes, por un pretor y legado de la legión estacionada en la capital.
Esta división se mantuvo hasta aproximadamente el 296, cuando Diocleciano reorganizó la provincia dividiendo Bitania Inferior en Flavia Caesariensis con capital en Lindum y Britania Secunda que mantenía la capital en Eboracum.
|                                                          |                                                          |                                                          |                                                          |                                                          |                                                          |                                                         |                                                         |                                                         |                                                         | Britania 43-c.197 Capital Camulodunum (Colchester) (43-c.63), luego Londinium (Londres) |                                                         |                                                      |                                                      |                                                            |                                                            |                                                             |                                                             |                                                             |                                                             |                                                             |                                                             |  |  |                                                           |                                                           |                                                           |                                                           |                                                           |                                                           |  |  |                                                     |                                                     |                                                     |                                                     |                                                     |                                                     |  |  |  |  |  |  |  |  |  |  |  |  |  |  |  |  |  |  |  |  |  |  |  |  |  |  |  |  |
|                                                          |                                                          |                                                          |                                                          |                                                          |                                                          |                                                         |                                                         |                                                         |                                                         |                                                                                         |                                                         |                                                      |                                                      |                                                            |                                                            |                                                             |                                                             |                                                             |                                                             |                                                             |                                                             |  |  |                                                           |                                                           |                                                           |                                                           |                                                           |                                                           |  |  |                                                     |                                                     |                                                     |                                                     |                                                     |                                                     |  |  |  |  |  |  |  |  |  |  |  |  |  |  |  |  |  |  |  |  |  |  |  |  |  |  |  |  |
|                                                          |                                                          |                                                          |                                                          |                                                          |                                                          |                                                         |                                                         |                                                         |                                                         |                                                                                         |                                                         |                                                      |                                                      |                                                            |                                                            |                                                             |                                                             |                                                             |                                                             |                                                             |                                                             |  |  |                                                           |                                                           |                                                           |                                                           |                                                           |                                                           |  |  |                                                     |                                                     |                                                     |                                                     |                                                     |                                                     |  |  |  |  |  |  |  |  |  |  |  |  |  |  |  |  |  |  |  |  |  |  |  |  |  |  |  |  |
|                                                          |                                                          |                                                          |                                                          |                                                          |                                                          | Britania Inferior, c.197-c.296, Capital Eboracum (York) | Britania Inferior, c.197-c.296, Capital Eboracum (York) | Britania Inferior, c.197-c.296, Capital Eboracum (York) | Britania Inferior, c.197-c.296, Capital Eboracum (York) | Britania Inferior, c.197-c.296, Capital Eboracum (York)                                 | Britania Inferior, c.197-c.296, Capital Eboracum (York) |                                                      |                                                      | Britania Superior c.197-c.296, Capital Londinium (Londres) | Britania Superior c.197-c.296, Capital Londinium (Londres) | Britania Superior c.197-c.296, Capital Londinium (Londres)  | Britania Superior c.197-c.296, Capital Londinium (Londres)  | Britania Superior c.197-c.296, Capital Londinium (Londres)  | Britania Superior c.197-c.296, Capital Londinium (Londres)  |                                                             |                                                             |  |  |                                                           |                                                           |                                                           |                                                           |                                                           |                                                           |  |  |                                                     |                                                     |                                                     |                                                     |                                                     |                                                     |  |  |  |  |  |  |  |  |  |  |  |  |  |  |  |  |  |  |  |  |  |  |  |  |  |  |  |  |
|                                                          |                                                          |                                                          |                                                          |                                                          |                                                          | Britania Inferior, c.197-c.296, Capital Eboracum (York) | Britania Inferior, c.197-c.296, Capital Eboracum (York) | Britania Inferior, c.197-c.296, Capital Eboracum (York) | Britania Inferior, c.197-c.296, Capital Eboracum (York) | Britania Inferior, c.197-c.296, Capital Eboracum (York)                                 | Britania Inferior, c.197-c.296, Capital Eboracum (York) |                                                      |                                                      | Britania Superior c.197-c.296, Capital Londinium (Londres) | Britania Superior c.197-c.296, Capital Londinium (Londres) | Britania Superior c.197-c.296, Capital Londinium (Londres)  | Britania Superior c.197-c.296, Capital Londinium (Londres)  | Britania Superior c.197-c.296, Capital Londinium (Londres)  | Britania Superior c.197-c.296, Capital Londinium (Londres)  |                                                             |                                                             |  |  |                                                           |                                                           |                                                           |                                                           |                                                           |                                                           |  |  |                                                     |                                                     |                                                     |                                                     |                                                     |                                                     |  |  |  |  |  |  |  |  |  |  |  |  |  |  |  |  |  |  |  |  |  |  |  |  |  |  |  |  |
|                                                          |                                                          |                                                          |                                                          |                                                          |                                                          |                                                         |                                                         |                                                         |                                                         |                                                                                         |                                                         |                                                      |                                                      |                                                            |                                                            |                                                             |                                                             |                                                             |                                                             |                                                             |                                                             |  |  |                                                           |                                                           |                                                           |                                                           |                                                           |                                                           |  |  |                                                     |                                                     |                                                     |                                                     |                                                     |                                                     |  |  |  |  |  |  |  |  |  |  |  |  |  |  |  |  |  |  |  |  |  |  |  |  |  |  |  |  |
| Flavia Caesariensis, c.296-369, Capital Lindum (Lincoln) | Flavia Caesariensis, c.296-369, Capital Lindum (Lincoln) | Flavia Caesariensis, c.296-369, Capital Lindum (Lincoln) | Flavia Caesariensis, c.296-369, Capital Lindum (Lincoln) | Flavia Caesariensis, c.296-369, Capital Lindum (Lincoln) | Flavia Caesariensis, c.296-369, Capital Lindum (Lincoln) |                                                         |                                                         | Britania Secunda, c.296-369, Capital Eboracum (York)    | Britania Secunda, c.296-369, Capital Eboracum (York)    | Britania Secunda, c.296-369, Capital Eboracum (York)                                    | Britania Secunda, c.296-369, Capital Eboracum (York)    | Britania Secunda, c.296-369, Capital Eboracum (York) | Britania Secunda, c.296-369, Capital Eboracum (York) |                                                            |                                                            | Maxima Caesariensis, c.296-369, Capital Londinium (Londres) | Maxima Caesariensis, c.296-369, Capital Londinium (Londres) | Maxima Caesariensis, c.296-369, Capital Londinium (Londres) | Maxima Caesariensis, c.296-369, Capital Londinium (Londres) | Maxima Caesariensis, c.296-369, Capital Londinium (Londres) | Maxima Caesariensis, c.296-369, Capital Londinium (Londres) |  |  | Britania Prima, c.296-369, Capital Corinium (Cirencester) | Britania Prima, c.296-369, Capital Corinium (Cirencester) | Britania Prima, c.296-369, Capital Corinium (Cirencester) | Britania Prima, c.296-369, Capital Corinium (Cirencester) | Britania Prima, c.296-369, Capital Corinium (Cirencester) | Britania Prima, c.296-369, Capital Corinium (Cirencester) |  |  |                                                     |                                                     |                                                     |                                                     |                                                     |                                                     |  |  |  |  |  |  |  |  |  |  |  |  |  |  |  |  |  |  |  |  |  |  |  |  |  |  |  |  |
| Flavia Caesariensis, c.296-369, Capital Lindum (Lincoln) | Flavia Caesariensis, c.296-369, Capital Lindum (Lincoln) | Flavia Caesariensis, c.296-369, Capital Lindum (Lincoln) | Flavia Caesariensis, c.296-369, Capital Lindum (Lincoln) | Flavia Caesariensis, c.296-369, Capital Lindum (Lincoln) | Flavia Caesariensis, c.296-369, Capital Lindum (Lincoln) |                                                         |                                                         | Britania Secunda, c.296-369, Capital Eboracum (York)    | Britania Secunda, c.296-369, Capital Eboracum (York)    | Britania Secunda, c.296-369, Capital Eboracum (York)                                    | Britania Secunda, c.296-369, Capital Eboracum (York)    | Britania Secunda, c.296-369, Capital Eboracum (York) | Britania Secunda, c.296-369, Capital Eboracum (York) |                                                            |                                                            | Maxima Caesariensis, c.296-369, Capital Londinium (Londres) | Maxima Caesariensis, c.296-369, Capital Londinium (Londres) | Maxima Caesariensis, c.296-369, Capital Londinium (Londres) | Maxima Caesariensis, c.296-369, Capital Londinium (Londres) | Maxima Caesariensis, c.296-369, Capital Londinium (Londres) | Maxima Caesariensis, c.296-369, Capital Londinium (Londres) |  |  | Britania Prima, c.296-369, Capital Corinium (Cirencester) | Britania Prima, c.296-369, Capital Corinium (Cirencester) | Britania Prima, c.296-369, Capital Corinium (Cirencester) | Britania Prima, c.296-369, Capital Corinium (Cirencester) | Britania Prima, c.296-369, Capital Corinium (Cirencester) | Britania Prima, c.296-369, Capital Corinium (Cirencester) |  |  |                                                     |                                                     |                                                     |                                                     |                                                     |                                                     |  |  |  |  |  |  |  |  |  |  |  |  |  |  |  |  |  |  |  |  |  |  |  |  |  |  |  |  |
| Flavia Caesariensis, c.369-410, Capital Lindum (Lincoln) | Flavia Caesariensis, c.369-410, Capital Lindum (Lincoln) | Flavia Caesariensis, c.369-410, Capital Lindum (Lincoln) | Flavia Caesariensis, c.369-410, Capital Lindum (Lincoln) | Flavia Caesariensis, c.369-410, Capital Lindum (Lincoln) | Flavia Caesariensis, c.369-410, Capital Lindum (Lincoln) |                                                         |                                                         | Britania Secunda, c.369-410, Capital Eboracum (York)    | Britania Secunda, c.369-410, Capital Eboracum (York)    | Britania Secunda, c.369-410, Capital Eboracum (York)                                    | Britania Secunda, c.369-410, Capital Eboracum (York)    | Britania Secunda, c.369-410, Capital Eboracum (York) | Britania Secunda, c.369-410, Capital Eboracum (York) |                                                            |                                                            | Maxima Caesariensis, c.369-410, Capital Londinium (Londres) | Maxima Caesariensis, c.369-410, Capital Londinium (Londres) | Maxima Caesariensis, c.369-410, Capital Londinium (Londres) | Maxima Caesariensis, c.369-410, Capital Londinium (Londres) | Maxima Caesariensis, c.369-410, Capital Londinium (Londres) | Maxima Caesariensis, c.369-410, Capital Londinium (Londres) |  |  | Britania Prima, c.369-410, Capital Corinium (Cirencester) | Britania Prima, c.369-410, Capital Corinium (Cirencester) | Britania Prima, c.369-410, Capital Corinium (Cirencester) | Britania Prima, c.369-410, Capital Corinium (Cirencester) | Britania Prima, c.369-410, Capital Corinium (Cirencester) | Britania Prima, c.369-410, Capital Corinium (Cirencester) |  |  | Valentia, c.369-410, Capital Luguvalium? (Carlisle) | Valentia, c.369-410, Capital Luguvalium? (Carlisle) | Valentia, c.369-410, Capital Luguvalium? (Carlisle) | Valentia, c.369-410, Capital Luguvalium? (Carlisle) | Valentia, c.369-410, Capital Luguvalium? (Carlisle) | Valentia, c.369-410, Capital Luguvalium? (Carlisle) |  |  |  |  |  |  |  |  |  |  |  |  |  |  |  |  |  |  |  |  |  |  |  |  |  |  |  |  |